# Рижково (Палкінський район)
Рижково (рос. Рыжково) — присілок в Палкінському районі Псковської області Російської Федерації.
Населення становить 8 осіб. Входить до складу муніципального утворення Новоуситовська волость.

## Історія
Від 2015 року входить до складу муніципального утворення Новоуситовська волость.

## Населення
| 2001 | 2002 | 2010 | 2013 | 2014 | 2016 |
| ---- | ---- | ---- | ---- | ---- | ---- |
| 10   | ↘6   | ↘3   | →3   | ↗5   | ↗8   |